# بخش آلمیرانته براون
حوزه المیرانت برون (به اسپانیایی: Almirante Brown Department) یک سکونتگاه مسکونی در آرژانتین است که در ایالت چاکو واقع شده‌است.